# Famille de Barthez
Pour les articles homonymes, voir Barthez.
La famille Barthès ou Barthez, originaire des environs de Narbonne, en Languedoc, est une famille subsistante de la noblesse française, anoblie en 1781 par lettres patentes et titrée baron de l'Empire en 1811 pour la branche de Barthès de Montfort.
Cette famille a donné des médecins et des magistrats.

## Histoire
Jules Villain et Gustave Chaix d'Est-Ange écrivent que la famille Barthès occupait au XVIIIe siècle un rang distingué dans la haute bourgeoisie de Narbonne,.
Ces deux auteurs donnent une filiation de la famille Barthès à partir de Guillaume Barthès (1707-1799), seigneur de Marmonières, ingénieur des ponts et chaussées du Languedoc, membre de la Société royale des sciences de Montpellier, anobli en 1781 par lettres patentes du roi Louis XVI en récompense de ses services et de ceux de ses 5 fils,.
Régis Valette n'indique que la branche Barthès de Montfort dans son Catalogue de la noblesse française subsistante (2002).

## Personnalités
- Guillaume Barthès (1707-1799), seigneur de Marmorières, proche de Vinassan , ingénieur des ponts et chaussées du Languedoc, membre de la Société royale des sciences de Montpellier, fut anobli en 1781 par lettres patentes du roi Louis XVI en récompense de ses services et de ceux de ses 5 fils[1],[2]. Il épouse Marie Rey dont cinq fils[1] :
  - Paul-Joseph Barthès de Marmorières (1734-1806), professeur à la Faculté de médecine de Montpellier en 1760, conseiller à la Cour des aides en 1780, il fut une des sommités médicales de son temps et fut médecin consultant de Louis XVI et de Napoléon. Il meurt sans alliance[2].
  - Barthélémy Barthez de Marmorières (1736-1811), gouverneur des pages du comte d'Artois, il fit paraître plusieurs ouvrages qu'il signa un solitaire du canton d'Appenzel[2].
  - Antoine Barthez de Marmorières, marié à Françoise Lortillon, auteur de la branche de Marmonières. Maréchal général des logis du régiment des gardes suisses, demeurant à Narbonne, il prit part en 1789 aux assemblées de la noblesse tenues à Carcassonne[2].
  - Guillaume Barthès de Marmorières, marié à Anne Françoise Raynaud. Demeurant à Montpellier, il prit également part en 1789 aux assemblées de la noblesse tenues à Carcassonne et fut plus tard administrateur de la marine[2]
  - Jacques Barthès de Marmorières (1741-1813) magistrat, marié Mademoiselle de Fontenille, fut créé baron de l'Empire par lettres patentes du 17 mars 1811, avec institution en majorat de sa terre de Montfort. Deux de ses fils, André-Antoine de Barthez, baron de Montfort, et Jules de Barthez de Marmorières, né en 1801, marié à Rose Coulouma, décédé en 1876, furent les auteurs de deux rameaux, l'un sous le nom de Barthès de Montfort, l'autre sous le nom de Barthès de Marmorières[2].

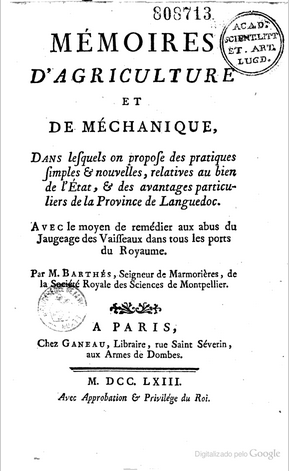
Ouvrage de Guillaume Barthès de Marmorières.
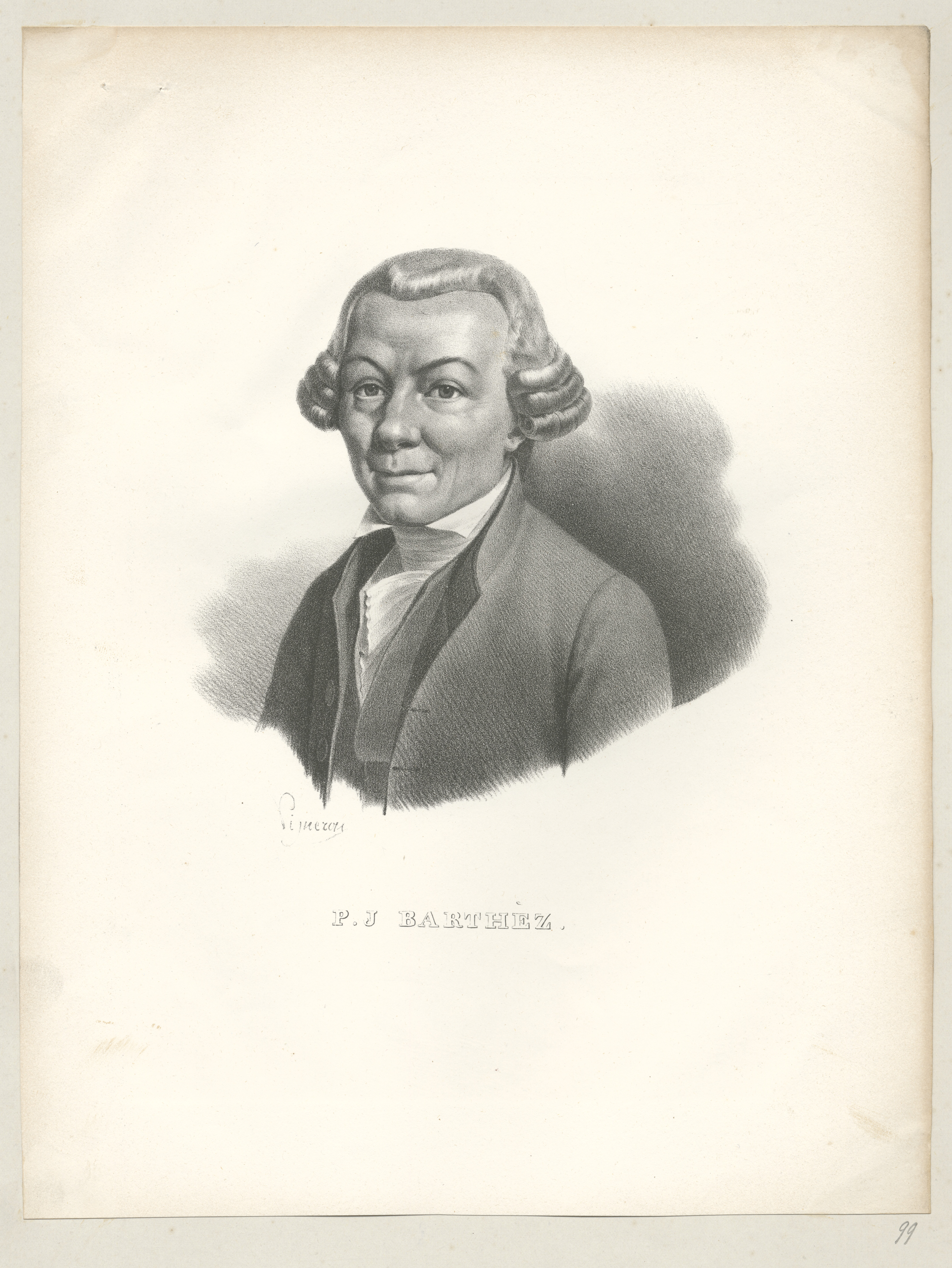
Paul-Joseph Barthez.
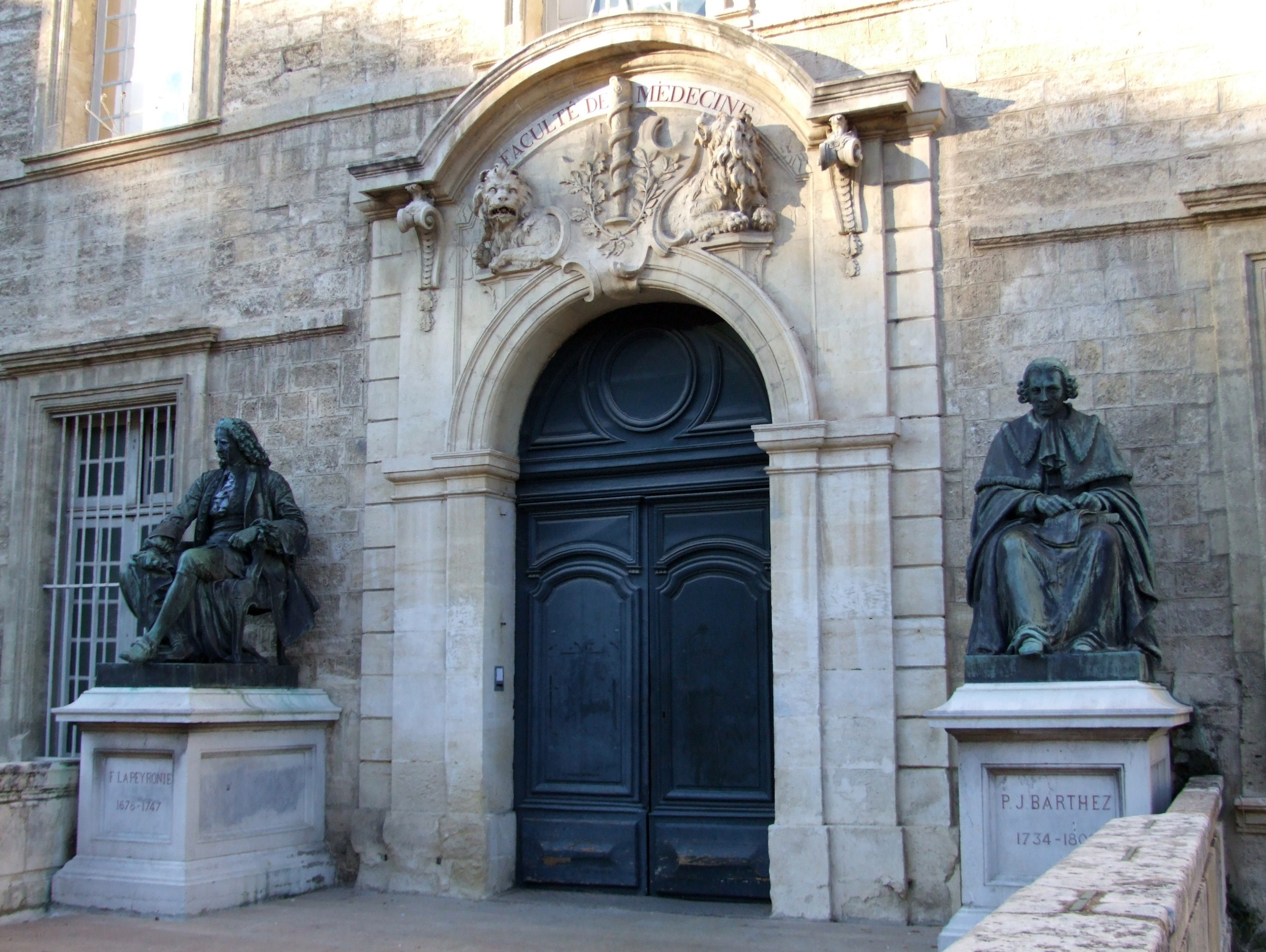
Statue de Paul-Joseph Barthez à l'entrée de la faculté de médecine de Montpellier.

.

## Armes
- D'or à l'aigle de sable posée du côté gauche sur un rocher de même bordant une mer de sinople mouvante de la pointe de l'écu, cette aigle ayant les ailes levées et fixant un soleil de gueules placé à l'angle du côté droit (réglement d'armoiries de 1781)[2].

- D'or à un faucon essorant, soutenu d'un roc de cinq coupeaux de sable et fixant un soleil rayonnant de gueules placé au canton dextre, le tout soutenu d'une rivière de sinople au franc quartier de gueules à l'épi en pal d'argent, qui est des barons propriétaires. Couronne de Comte. Tenants : deux anges. Devise : Nil Admirari (armes concédées en 1811 avec le titre de baron de l'Empire à la branche de Montfort)[2].

## Alliances
Les principales alliances de la famille de Barthès sont : de Kinkelin, Desombs de Fajac, Gastaldi, Botet de Lacaze, d'Eimar de Palaminy Drouilhet de Sigalas, de Milhé de Saint-Victor (1870), Dufaur de Gavardie (1903), de Gentil-Baichis, de Vassal-Montviel (1917).

## Famille de Barthès de La Pérouse
Selon Jules Villain et Gustave Chaix d'Est-Ange, Joseph Guillaume Barthès (4e fils de Guillaume Barthès (1707-1799), seigneur de Marmorières, anobli en 1781) avait épousé Mademoiselle de Galaup de la Pérouse, sœur de La Pérouse et fut l'auteur d'une branche qui fut autorisée en 1815 à joindre à son nom celui de La Pérouse,, mais ce rattachement apparait erroné.
Victoire-Marguerite-Henriette-Claire de Galaup, sœur du célèbre navigateur Jean-François de La Pérouse épousa Bernard-Louis de Barthès, avocat à Albi, et leur petit-fils Jean-François-Charles Salvy de Barthès, fut autorisé par ordonnance du roi du 21 février 1815 à ajouter à son non celui de Lapérouse. Selon le site Roglo, Bernard-Louis de Barthès (né en 1758 et mort le 23 janvier 1793 à Albi), marié le 3 février 1784 avec Victoire de Galaup (1759-1818), était le fils de Pierre Barthès, non relié à la famille Barthès et Marie Louise de Jougla.